# ناحیه لایرد، میشیگان
ناحیه لایرد (به انگلیسی: Laird Township) یک منطقهٔ مسکونی در ایالات متحده آمریکا است که در شهرستان هوگتون واقع شده‌است.
 ناحیه لایرد ۴۹۰٫۵ کیلومتر مربع مساحت و ۶۳۴ نفر جمعیت دارد و ۳۱۴ متر بالاتر از سطح دریا واقع شده‌است.